# Salacia hispida
Salacia hispida är en benvedsväxtart som beskrevs av Ralph Anthony Blakelock. Salacia hispida ingår i släktet Salacia och familjen Celastraceae. Inga underarter finns listade.